# Loch Loyal
Loch Loyal ist ein Süßwassersee in den schottischen Highlands. Der See liegt in der Council Area Highland in der ehemaligen Grafschaft Sutherland. 
Loch Loyal hat die typisch langgezogene Form eines in der Eiszeit durch Gletscher entstandenen Sees. Er ist knapp zehn Kilometer lang, aber nur etwa 1,5 km breit. Die größte Tiefe beträgt circa 40 m. Der See erhält Wasser aus zahlreichen Bächen. Der größte davon ist der Allt Dionach-caraidh, der an der Südspitze in Loch Loyal mündet und ihn mit Wasser aus Loch Coulside speist. Weitere Zuflüsse sind Allt Tor an Tairbh und Allt Achadn an sac. Im Norden entwässert Loch Loyal über einen nur etwa 100 m langen Abfluss in Loch Craggie, von wo aus das Wasser über den River Borgie letztlich in den Atlantik fließt. 
Loch Loyal liegt im seit den Highland Clearances extrem dünn besiedelten Norden Schottland. Lediglich das Westufer des Sees, von dem sich der Ben Loyal erhebt, wird von einer einspurigen Straße mit Ausweichstellen (A836) erschlossen. Das Ostufer ist nur zu Fuß erreichbar. Der See ist ein wichtiges Brutgebiet für Graugänse. Gelegentlich können Steinadler gesichtet werden. Loch Loyal ist umgeben von der typischen baumlosen Landschaft der nördlichen Highlands. Diese karge Umgebung verleiht dem See ein herbes Aussehen, das ihn von den idyllischen Lochs im Süden Schottlands deutlich unterscheidet.

## Weblinks

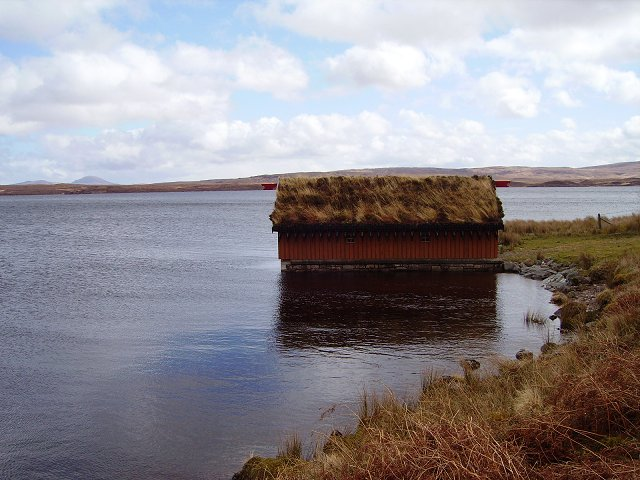
Bootshaus am Loch Loyal